# 취옥백채
취옥백채(중국어: 翠玉白菜, 병음: Cuìyù Báicài, 백화자: Chhùi-ge̍k Pe̍h-chhài) 또는 벌레가 있는 취옥백채는 경옥을 이용하여 여치와 메뚜기가 숨겨진 배추를 표현한 조각이다. 대만 타이베이시의 국립고궁박물원이 소장하고 있다.

## 같이 보기
- 육형석